# Ди Ди Бриджуотер
Ди Ди Бриджуо́тер (англ. Dee Dee Bridgewater, настоящее имя — Де́ннис Га́ррет, род. 27 мая 1950, Мемфис, Теннесси, США) — американская джазовая певица, одна из лучших джазовых вокалисток своего поколения.
Является обладательницей двух премий «Грэмми» (1998, 2011) и премии «Тони» (1975). Некоторое время жила во Франции. Именно Франция по-настоящему раскрыла её талант джазовой певицы и театральной актрисы. Работала в телешоу с Шарлем Азнавуром. Является обладательницей главной премии фестиваля Сан-Ремо 1990 года. Создала свой ансамбль, получила признание и вернулась в Америку.

## Биография
Деннис Гаррет родилась 27 мая 1950 года. Её отец Мэтью Гаррет был трубачом мемфисской джазовой сцены. Когда Денис исполнилось три года, семья переехала во Флинт (Мичиган), где Мэтью устроился на работу охранником.
В 1969 году Деннис Гаррет выступала вместе с группой Goodrich на фестивале в Иллинойсском университете в Шампейне. После этого директор университета Джон Гарви пригласил Гарриет в его ансамбль на шестимесячный тур в Советском Союзе.
Также Ди Ди принимала участие в записях таких артистов, как: Стэнли Клэрк (альбом Children of Forever), Роланд Кёрк (Prepare Thyself to Deal with a Miracle), Фрэнк Фостер (The Loud Minority), Бадди Терри (Lean on Him) и Норман Коннорс (Love from the Sum).
В 1980 году Бриджуотер была готова начать сольную карьеру, но в 1985 году она уехала во Флинт, из-за начавшихся проблем со здоровьем у её мамы. В 1986 году играла в мюзиклах, однако не забывала про пение. Она выступала вместе с Клэрком Терри, Джеймсом Муди и Джимми Макгриффом. В конце 80-х годов Бриджуотер закрепила за собой звание выдающейся джазовой вокалистки Европы. Через некоторое время Ди Ди записала песню «Precious Thing» совместно с Рэем Чарльзом, позже композиция вошла в альбом Ди Ди, Victim of Love, который был издан лейблом Polydor Records. Вскоре он попал на вершины джазовых чартов.
Через два года после выпуска Keeping Tradition, Бриджуотер выпустила альбом Love and Peace: A Tribute to Horace Silver, снова Бриджуотер была номинирована на «Грэмми», а продажи альбома были высокими. Следующей работой Бриджуотер стал альбом Dear Ella, посвящённый её кумиру Элле Фицджеральд.
В 2002 году представила публике This Is New, посвящённый немецкому композитору Курту Вайлю, в 2005 вышел её первый альбом с песнями на французском языке. В 2007 году она выпустила альбом Red Earth.
В 2010 году был издан новый альбом певицы — Eleanora Fagan (1915-1959): To Billie with Love from Dee Dee Bridgewater, посвящённый певице Билли Холидей. В 2011 году Ди Ди представила свой сборник Midnight Sun.
Написав альбом Eleanora Fagan (1915—1959): To Billie with Love from Dee Dee Bridgewater, Ди Ди Бриджуотер отдала дань вокалистке XX века, которая умерла в 40 лет полвека назад.

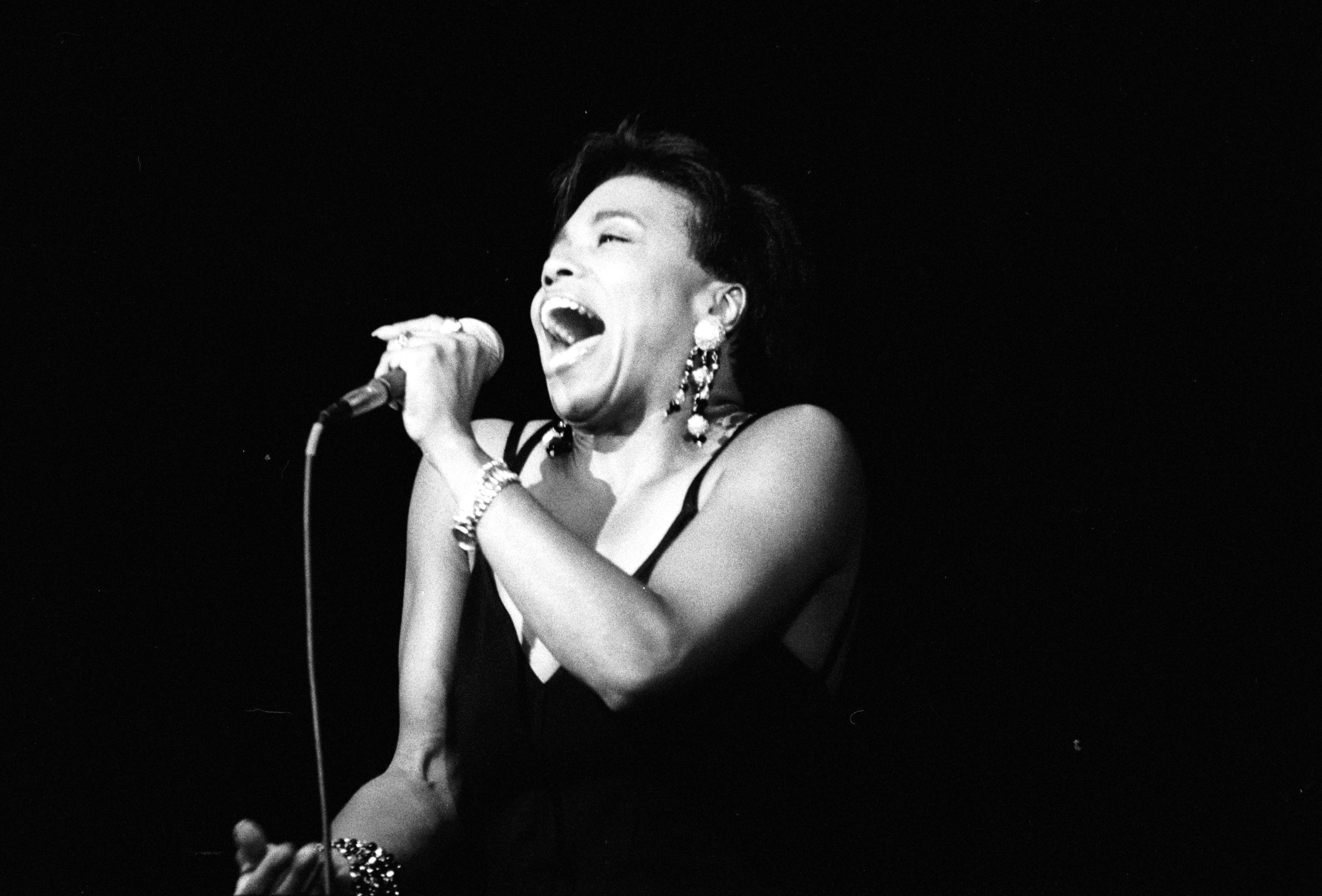
Ди Ди в 1990 году в Париже

## Дискография
| Год  | Название                                                                 | Жанр  | Лейбл    | Billboard |
| ---- | ------------------------------------------------------------------------ | ----- | -------- | --------- |
| 1974 | Afro Blue                                                                | Джаз  | Trio     |           |
| 1976 | Dee Dee Bridgewater                                                      | Диско | Atlantic |           |
| 1977 | Just Family                                                              | Диско | WSM      |           |
| 1979 | Bad for Me                                                               | Диско | Elektra  |           |
| 1986 | Live in Paris                                                            | Джаз  | Emarcy   |           |
| 1990 | In Montreux                                                              | Джаз  | Verve    |           |
| 1993 | Keeping Tradition                                                        | Джаз  | Verve    |           |
| 1995 | Love and Peace: A Tribute to Horace Silver                               | Джаз  | Verve    | 13        |
| 1997 | Dear Ella                                                                | Джаз  | Verve    | 5         |
| 2000 | Live at Yoshi’s                                                          | Джаз  | Verve    | 20        |
| 2002 | This Is New                                                              | Джаз  | Verve    | 7         |
| 2005 | J'ai Deux Amours                                                         | Джаз  | DDB      | 16        |
| 2007 | Red Earth                                                                | Джаз  | DDB      | 23        |
| 2010 | Eleanora Fagan (1915-1959): To Billie with Love from Dee Dee Bridgewater | Джаз  | EmArcy   | 19        |
| 2011 | Midnight Sun                                                             |       |          |           |

## Выборочные премии и номинации

### Премия «Грэмми»
- Победы в карьере: 2[7]
- Номинации в карьере: 7

| История наград Ди Ди Бриджуотер на премии «Грэмми» |                                                     |                                                                          |      |          |           |
| Год                                                | Категория                                           | Название                                                                 | Жанр | Лейбл    | Результат |
| 1989                                               | Best Jazz Vocal Performance — Female                | Live in Paris                                                            | Джаз | MCA      | Номинация |
| 1994                                               | Best Jazz Vocal Performance                         | Keeping Tradition                                                        | Джаз | Polygram | Номинация |
| 1996                                               | Best Jazz Vocal Performance                         | Love and Peace: A Tribute to Horace Silver                               | Джаз | Verve    | Номинация |
| 1998                                               | Best Jazz Vocal Performance                         | Dear Ella                                                                | Jazz | Verve    | Победа    |
| 1998                                               | Best Instrumental Arrangement Accompanying Vocal(s) | Dear Ella                                                                | Джаз | Verve    | Номинация |
| 2001                                               | Best Jazz Vocal Album                               | Live at Yoshi’s                                                          | Джаз | Verve    | Номинация |
| 2005                                               | Jazz Vocal Album                                    | J’ai Deux Amours                                                         | Джаз | DDB      | Номинация |
| 2007                                               | Jazz Vocal Album                                    | Red Earth                                                                | Джаз | DDB      | Номинация |
| 2011                                               | Jazz Vocal Album                                    | Eleanora Fagan (1915—1959): To Billie with Love from Dee Dee Bridgewater | Джаз | DDB      | Победа    |

### Премия «Тони»

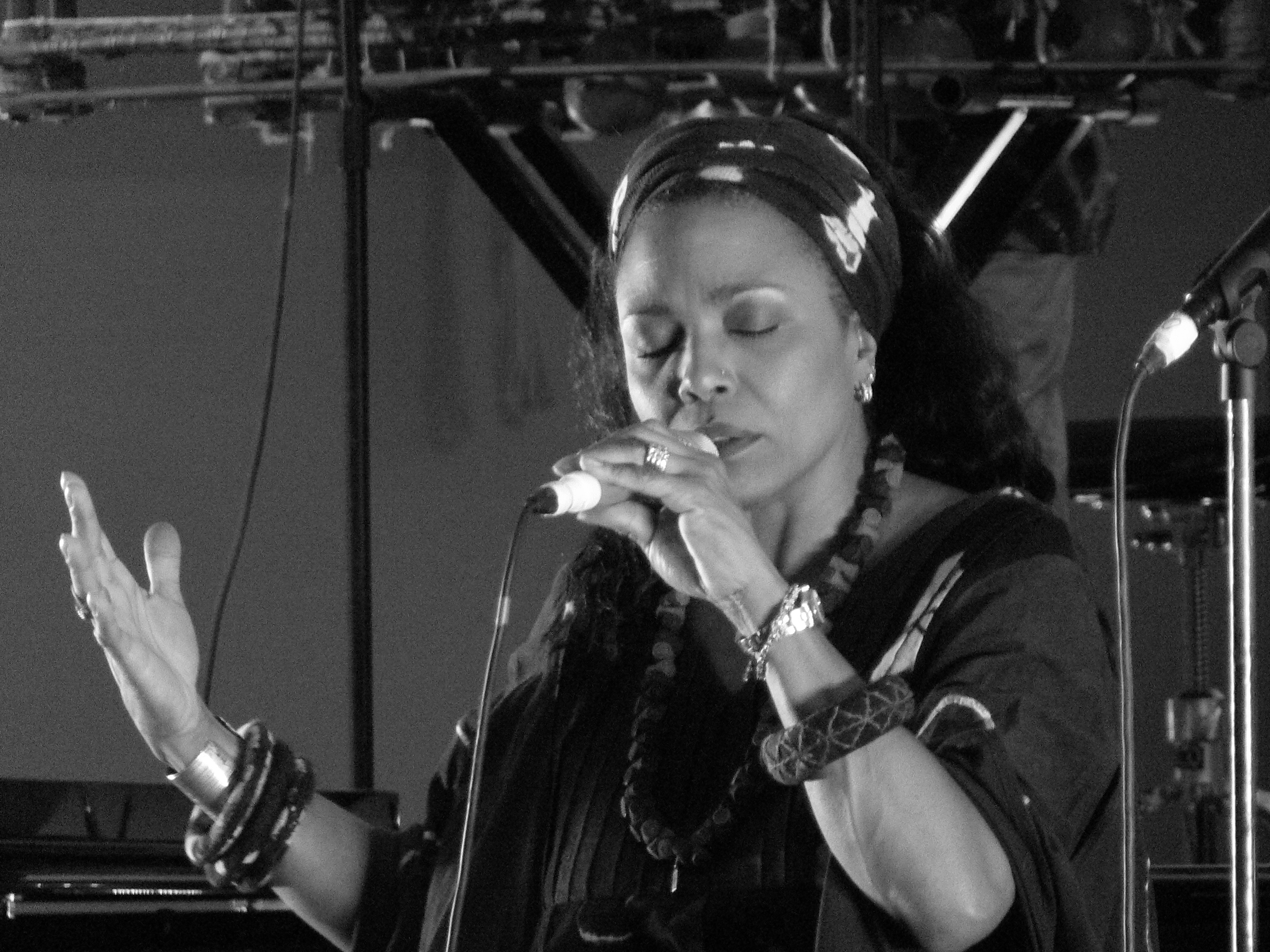
Ди Ди на концерте в 2007 году

В 1975 году Ди Ди получила театральную премию «Тони» в категории «Лучшая женская роль второго плана в мюзикле» за роль доброй волшебницы Глинды в мюзикле «Виз» — вольной театральной адаптации книги «Удивительный волшебник из страны Оз».

## Факты
- В честь певицы названа французская плетистая роза 'Dee Dee Bridgewater'.
- Ди Ди является одной из двух победителей фестиваля Сан-Ремо, не имеющих итальянского гражданства. Другая — английская певица Сара Джейн Моррис.